# Le Plessis-Bouchard
Le Plessis-Bouchard ist eine französische Gemeinde mit 8333 Einwohnern (Stand 1. Januar 2022) im Département Val-d’Oise der Region Île-de-France. Sie gehört zum Arrondissement Argenteuil und zum Kanton Domont.

## Geografie
Le Plessis-Bouchard liegt 20 Kilometer nordwestlich des Pariser Stadtzentrums.

## Wirtschaft und Infrastruktur
Le Plessis-Bouchard ist vor allem Wohnstadt. Die meisten Einwohner arbeiten in Paris oder in der Agglomerationszone Cergy-Pontoise.
Le Plessis-Bouchard und das angrenzende Franconville sind über den Bahnhof Franconville/Le Plessis-Bouchard mit dem Réseau Express Régional (Linie RER C) direkt an das Pariser Nahverkehrsnetz angebunden.
Über die Autobahnen A115 und dann A15 ist Paris zu erreichen.

## Sehenswürdigkeiten

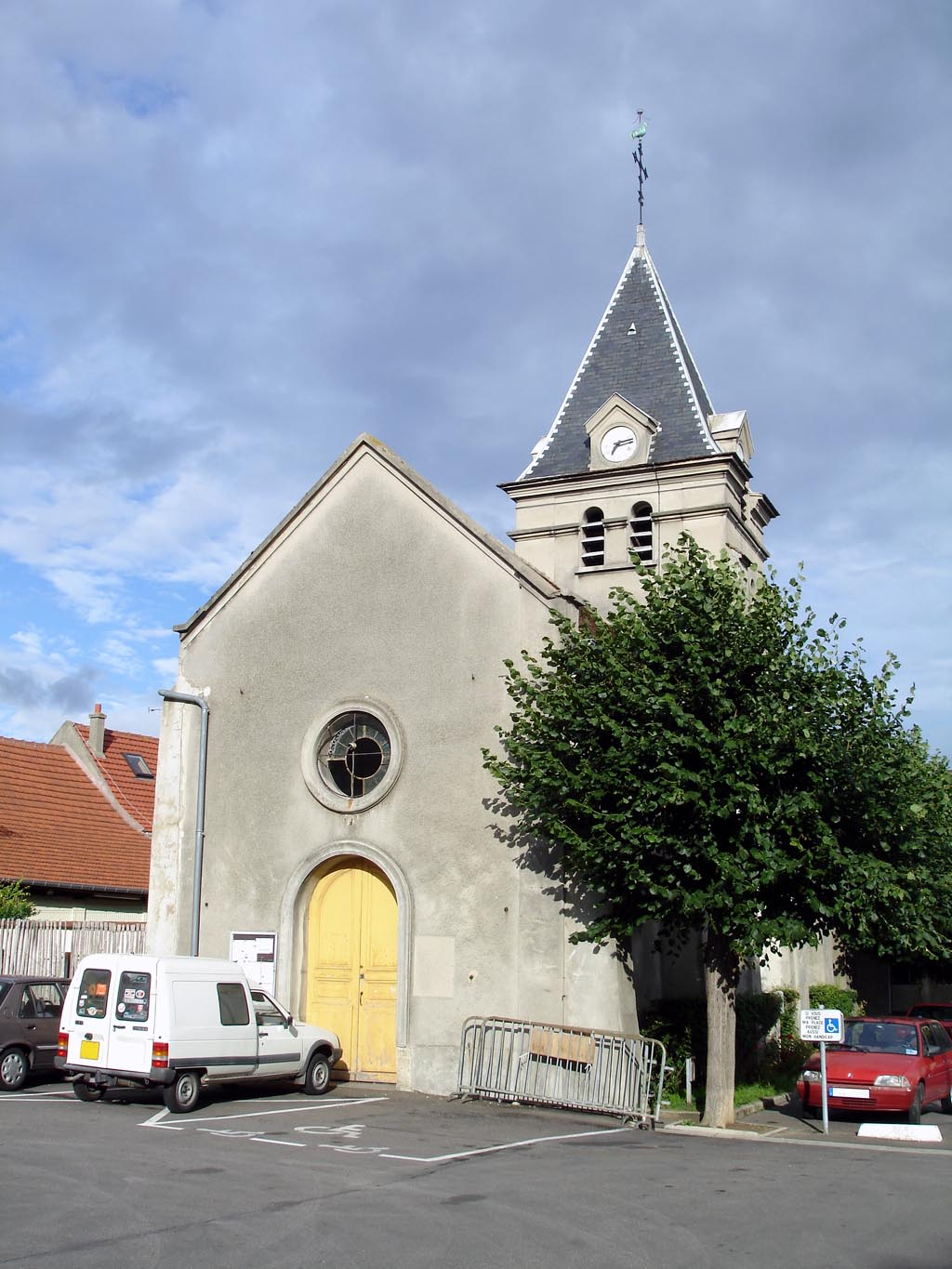
Kirche Saint-Nicolas

- Kirche Saint-Nicolas, erbaut im 17. und verändert im 19. Jahrhundert

## Bevölkerungsentwicklung
| Jahr      | 1793 | 1806 | 1856 | 1876 | 1901 | 1921 | 1931  | 1954  | 1968  | 1975  | 1990  | 1999  | 2006  | 2016  | 2021  |
| --------- | ---- | ---- | ---- | ---- | ---- | ---- | ----- | ----- | ----- | ----- | ----- | ----- | ----- | ----- | ----- |
| Einwohner | 222  | 221  | 208  | 265  | 389  | 671  | 1.596 | 2.103 | 3.820 | 5.600 | 6.138 | 7.006 | 7.666 | 8.230 | 8.393 |

## Persönlichkeiten
in Le Plessis-Bouchard geboren
- Stéphane Guillaume (* 1974), Jazz-Saxophonist, -klarinettist und -flötist
- Sébastien Tellier (* 1975), Sänger und Songwriter
- Romain Mesnil (* 1977), Leichtathlet
- Lorie (* 1982), eine vor allem im französischsprachigen Raum bekannte Sängerin und Schauspielerin
- Stéphanie Frappart (* 1983), Fußballschiedsrichterin

in Le Plessis-Bouchard gestorben
- Richard Pottier (bürgerlich Ernst Deutsch, 1906–1994), französischer Filmregisseur und Drehbuchautor

## Städtepartnerschaften
Le Plessis-Bouchard unterhält offiziell seit 1996 städtepartnerschaftliche Beziehungen zu der Stadt Niederstetten in Baden-Württemberg. Die ersten Kontakte kamen durch wirtschaftliche Beziehungen zweier Unternehmen zustande.
Jedes Jahr finden mindestens drei Austausche zwischen Niederstetten und Le Plessis-Bouchard statt (im Mai/Juni abwechselnd in Frankreich und in Deutschland, im September sowie im Dezember). Traditionell veranstalten Einwohner aus Le Plessis-Bouchard das sogenannte Weindorf während des Niederstettener Herbstfestes, bei welchem französische Produkte angeboten werden. Niederstettener nehmen jedes Jahr mit einem Stand beim Adventsmarkt in Le Plessis-Bouchard teil.
Verantwortlich für die Pflege der städtepartnerschaftlichen Beziehungen ist auf französischer Seite das Comité de Jumelage (Städtepartnerschaftskomitee), auf deutscher Seite der Verein für Städtepartnerschaft e. V.